# Oblato (religião)
No cristianismo (especialmente nas tradições católica romana, ortodoxa, anglicana e metodista), um oblato é uma pessoa que se dedica especificamente a Deus ou ao serviço de Deus.
Oblatos são indivíduos, leigos ou clérigos, normalmente vivendo em sociedade em geral, que, embora não sejam monges ou monjas professos, se afiliaram individualmente a uma comunidade monástica de sua escolha. Eles fazem uma promessa formal e privada (anualmente renovável ou vitalícia, dependendo do mosteiro ao qual estão afiliados) de seguir a Regra da Ordem em sua vida privada, tanto quanto suas circunstâncias individuais e compromissos prévios permitirem. Tais oblatos são considerados uma parte extensa da comunidade monástica; por exemplo, os oblatos beneditinos também costumam incluir as letras pós-nominais 'OblSB'  ou 'ObSB' após seus nomes nos documentos. São comparáveis aos terciários associados às várias ordens mendicantes.
O termo “oblato” também é usado no nome oficial de alguns institutos religiosos como indicação de seu sentido de dedicação.

## Origens e história
A palavra oblato (do latim oblatus – alguém que foi oferecido) teve vários usos particulares em diferentes períodos da história da igreja cristã.
Os filhos jurados e entregues por seus pais à vida monástica, em casas sob a Regra de São Bento, eram comumente conhecidos por este termo durante o século e meio depois de sua escrita, quando o costume estava em voga, e os concílios da Igreja os tratava como monges. Essa prática continuou até o X Concílio de Toledo em 656 proibiu sua aceitação antes da idade de dez e concedeu-lhes permissão para deixar o mosteiro, se assim o desejassem, quando atingissem a idade da puberdade. O termo puer oblatus (usado após aquele Concílio) rotula um oblato que ainda não atingiu a puberdade e, portanto, teve uma oportunidade futura de deixar o mosteiro, embora puer oblatus também possa se referir a alguém que entra em uma abadia.  Em uma data posterior, o termo "oblato" designava homens ou mulheres leigos que eram aposentados por patronos reais e outros em mosteiros ou benefícios, onde viviam como em um asilo ou casas.
No século 11, o abade Guilherme de Hirschau ou Hirsau (falecido em 1091), na antiga diocese de Spires, introduziu dois tipos de irmãos leigos no mosteiro:
1. os fratres barbati ou conversi, que fizeram votos, mas não eram monges claustrais ou fechados [3]
2. os oblatos, operários ou servos que voluntariamente se submeteram, enquanto a serviço do mosteiro, à obediência e observância religiosa.[3]

Mais tarde, o status diferente do irmão leigo nas várias ordens de monges, e os regulamentos sempre variados a seu respeito, introduzidos pelas muitas reformas, destruíram a distinção entre o conversus e o oblatus.
Os beneditinos de Cassino, por exemplo, primeiro diferenciaram cuidadosamente entre conversi, commissi e oblati; a natureza dos votos e as formas dos hábitos eram em cada caso especificamente distintas. O conversus, o irmão leigo propriamente dito, fazia votos solenes como os monges do coro, e usava o escapulário; o commissus fez votos simples e estava vestido como um monge, mas sem o escapulário; o oblato fez um voto de obediência ao abade, entregou a si mesmo e seus bens ao mosteiro e vestiu um vestido secular sóbrio.
Mas em 1625, encontramos o converso reduzido abaixo do status do commissus, na medida em que ele só podia fazer votos simples por um ano de cada vez; ele era de fato indistinguível, exceto por seu vestido, do oblato de um século anterior. Então, no final da Idade Média, oblatus, confrater e donatus tornaram-se títulos intercambiáveis, dados a qualquer um que, por sua generosidade ou serviço especial ao mosteiro, recebesse o privilégio de membro leigo, com participação nas orações e boas obras dos irmãos.
Canonicamente, apenas duas distinções tiveram alguma consequência:
1. que entre aqueles que entraram na religião "per modum professionis" e "per modum simplicis conversionis" sendo o primeiro monachi e o último oblati [3]
2. aquele entre o oblato que era "mortuus mundo" ("morto para o mundo", isto é, que havia dado a si mesmo e seus bens à religião sem reservas), e o oblato que mantinha algum controle sobre sua pessoa e suas posses - o primeiro apenas (plene oblatus) foi considerado uma persona ecclesiastica, com gozo de privilégios e imunidades eclesiásticas ( Bento XIV, "De Synodo Dioce.", VI).[3]

Temos vários santos que foram oblatos e por isso podem-se considerar padroeiros desse modo de serviço vocacional.

## Práticas modernas

### Oblatos seculares
Muitas comunidades beneditinas ainda mantêm oblatos seculares. Estes são clérigos ou leigos afiliados em oração a um mosteiro individual de sua escolha, que fizeram uma promessa formal privada (renovável anualmente ou por toda a vida) de seguir a Regra de São Bento em sua vida privada em casa e no trabalho o mais próximo possível conforme suas circunstâncias individuais e compromissos anteriores permitirem. 
Na Igreja Católica Romana o oblato está em uma relação individual com a comunidade monástica e não forma uma unidade distinta dentro da Igreja, não há regulamentos no direito canônico moderno da Igreja sobre eles. Uma consequência é que os cristãos não católicos podem ser recebidos como oblatos de um mosteiro católico. Da mesma forma nos mosteiros metodistas, os cristãos não metodistas podem ser recebidos como oblatos. O mesmo acontece com muitos mosteiros anglicanos, que aceitam cristãos não anglicanos como oblatos.

### Oblatos conventuais
Há um pequeno número de oblatos conventuais ou claustrais, que residem em uma comunidade monástica. Se a pessoa não o fez anteriormente, após um ano de provação, faz um simples compromisso de vida com o mosteiro, que é recebido pelo superior na presença de toda a comunidade. Mais no nível de voluntários comprometidos, eles participariam da vida da comunidade e realizariam, sem remuneração, qualquer trabalho ou serviço que lhes fosse exigido. Eles não são, no entanto, considerados monges ou monjas. Muitas vezes eles usam um hábito religioso semelhante, mas distinto, dos monges ou monjas. Um oblato conventual pode cancelar este compromisso a qualquer momento; e se anula automaticamente se o superior despedir o oblato por justa causa, após simples consulta ao capítulo. 

## Congregações religiosas que usam "oblato" em seu nome
Existem várias ordens religiosas ( isto é, vivendo a vida consagrada de acordo com a lei da igreja ) que usam a palavra "oblato" em seu nome, ou em uma versão estendida de seu nome comum. Estes não são oblatos como os oblatos (seculares) e (regulares), e não devem ser confundidos com eles.
Exemplos incluem:
- Oblato Beneditino
- Oblatos de São Francisco de Sales
- Missionários Oblatos de Maria Imaculada
- Oblatos da Virgem Maria
- Oblatos de Santa Francisca de Roma (fundado em 1433 na Itália, como comunidade de oblatos professos vivendo em comum)
- Irmãs Oblatas da Providência
- Oblatos de São José
- Oblatos dos Santos Ambrósio e Carlos

## Oblatos notáveis
- São Bonifácio
- Beda
- São Henrique II, Sacro Imperador Romano
- Santa Hildegarda de Bingen
- Santa Francisca Romana
- A Serva de Deus Dorothy Day
- Kathleen Norris (poeta)
- Walker Percy
- Godescaldo de Orbais